# Vormela peregusna
Putois marbré, Putois de Pologne
Genre
Espèce
Statut de conservation UICN

 VU A2c : Vulnérable
Le Putois marbré (Vormela peregusna) est une espèce de mammifères de la famille des Mustélidés.
C'est la seule espèce du genre monospécifique Vormela. Il est aussi connu sous le nom de Putois de Pologne. Les populations de ce petit carnivore des déserts du centre de l'Eurasie ont beaucoup décliné depuis le début du XXIe siècle, ce qui rend l'espèce désormais vulnérable à cause de la perte de son habitat.
Cette espèce a été décrite pour la première fois en 1770 par le naturaliste allemand de la Baltique, sujet de l'Empire russe, Johann Anton Güldenstädt (1745-1781) et le genre Vormela en 1884 par le zoologiste allemand Johann Heinrich Blasius (1809-1870). 

## Dénominations
- Nom scientifique : Vormela peregusna  (Güldenstädt, 1770)[2]
- Nom recommandé ou typique en français : Putois marbré[3],[4],[5]
- Autre nom vulgaire (vulgarisation scientifique) : Putois de Pologne[3]

## Description

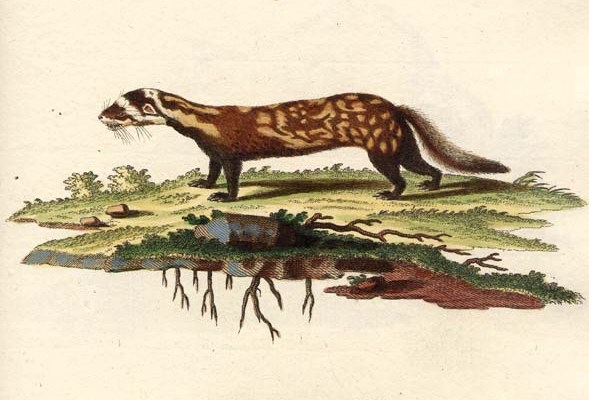
Vormela peregusna. Planche de 1780 par Schreber dans Histoire naturelle des quadrupèdes représentés d´après nature, tome III.

Comme la plupart des mustélidés, il a le corps très allongé, mais le putois marbré est cependant plus court sur pattes, avec une queue plus touffue et des couleurs très voyantes. Sa tête ainsi que son cou sont noirs, avec des bandes circulaires blanches faisant le tour de la tête. Son corps est plutôt brun-noir, avec de nombreuses taches jaune-fauve, et le dessous du ventre noir.
Les femelles pèsent entre 295 et 600 g, tandis que les mâles varient entre 320 et 715 g. Tête comprise, leur corps mesure entre 29 et 35 cm[réf. souhaitée].

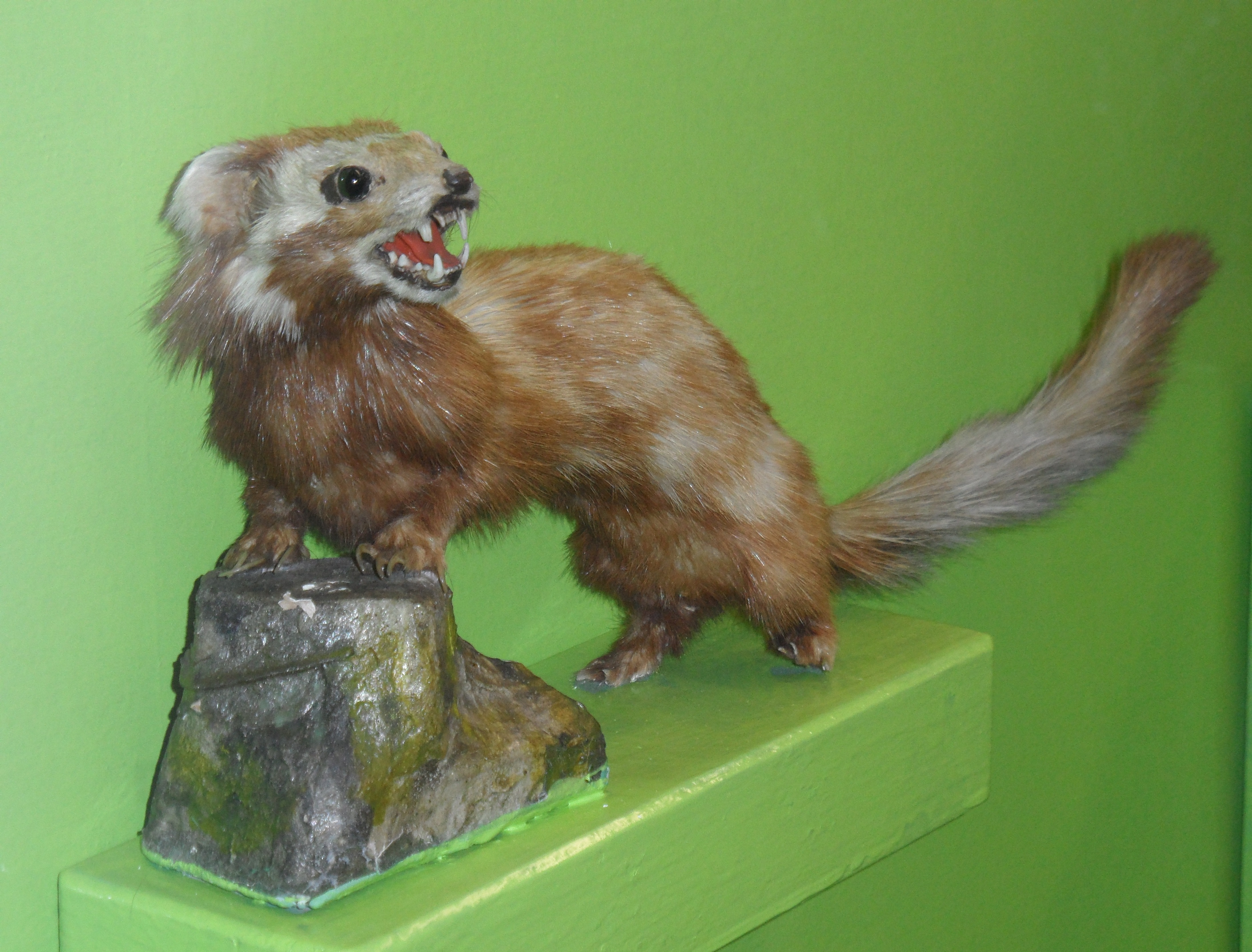
Putois marbré naturalisé.

## Comportement
C'est un petit mammifère terrestre et fouisseur. Il a un régime alimentaire carnivore et chasse principalement des rongeurs comme les écureuils terrestres ou les gerbilles, ainsi que des oiseaux.   

## Liste des sous-espèces
Selon Mammal Species of the World (version 3, 2005)  (24 juin 2013) et Catalogue of Life (24 juin 2013) :
- sous-espèce Vormela peregusna koshewnikowi Satunin, 1910
- sous-espèce Vormela peregusna negans Miller, 1910
- sous-espèce Vormela peregusna pallidior Stroganov, 1948
- sous-espèce Vormela peregusna peregusna (Guldenstadt, 1770)
- sous-espèce Vormela peregusna syriaca Pocock, 1936

## Habitat et répartition

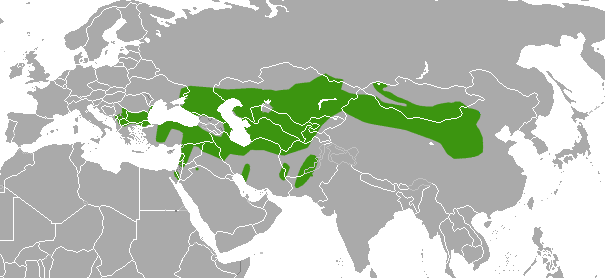
Carte de répartition de Vormela peregusna en Eurasie.

C'est un animal terrestre qui fréquente les zones semi-désertiques à désertiques et les steppes de centre de l'Eurasie. On le trouve dans les régions sableuses ou à la végétation éparse.

## Statut de conservation
En 2008, à la suite de la réduction de son habitat entraînant un déclin progressif des populations,  l'Union internationale pour la conservation de la nature (UICN) a classé l'espèce comme étant vulnérable. 